# Festival Internacional de Cine de San Sebastián 1974
La 22.ª edición del Festival Internacional de Cine de San Sebastián tuvo lugar entre el 14 y el 25 de septiembre de 1974. En esta edición continuaba teniendo la categoría A de la FIAPF como festival competitivo no especializado.

## Desarrollo
El Festival fue inaugurado el 14 de septiembre de 1974 en el Ayuntamiento de San Sebastián por el presidente del festival Miguel Echarri con la presencia del ministro de información y turismo Pío Cabanillas Gallas y el alcalde Francisco Lasa Echarri. El ministro, sin embargo, no asistió a la sesión inaugural en señal de duelo por el atentado de la cafetería Rolando del día 13. El presidente del festival anunció la creación de una nueva sección dedicada a los nuevos directores. También asistieron el director general de cinematografía Rogelio Díez Alonso, los actores Richard Burton y Sophia Loren y el productor Carlo Ponti. La retrospectiva de este año estaría dedicada a Nicholas Ray. La película inaugural fue El viaje de Vittorio de Sica. Los días 15 y 16 se proyectaron Drzwi w murze, Veris ubnis melodiebi, así como los cortometrajes Simparele, de Humberto Solás (hecho por refugiados haitianos) y Tautólogos de Javier Aguirre Fernández. El día 17 Lidé z Metra y 11 Harrowhouse, junto con el cortometraje español Biotopo. El día 18 se proyectó la española La loba y la paloma de Gonzalo Suárez y la argentina Boquitas pintadas, muy protestadas por el público, El día 19  Traumstadt y  La Femme de Jean. el día 20 The Parallax View y Anastasia mio fratello, el 21 The Tamarind Seed y Tormento, el 22 Malas tierras y Le Secret, y el 23 Jongara y W El día 24 se proyectó Pelham 1, 2, 3 y La circostanza. El día 25 se exhibieron Presagio y Alljon meg a menet. Después de presentar fuera de concurso The Great Gatsby se duieron a conocer los premiados.

## Jurados
Jurado Oficial
- Nicholas Ray
- Ben Arbeid
- Véra Belmont
- Luis Gasca
- Antonio J. Grompone
- Károly Makk
- Julián Mateos
- Leo Pestelli

## Películas

### Programa Oficial
Las 20 películas siguientes fueron presentadas en el programa oficial:
| Título en España         | Título original                    | Director(es)           | País           |
| ------------------------ | ---------------------------------- | ---------------------- | -------------- |
| La casa número 11        | 11 Harrowhouse                     | Aram Avakian           | Estados Unidos |
| Alljon meg a menet       | Alljon meg a menet                 | Lívia Gyarmathy        | Hungría        |
| Mi hermano Anastasia     | Anastasia mio fratello             | Stefano Vanzina        | Italia         |
| Malas tierras            | Badlands                           | Terrence Malick        | Estados Unidos |
| Boquitas pintadas        | Boquitas pintadas                  | Leopoldo Torre Nilsson | Argentina      |
| The Wicket Gate          | Drzwi w murze                      | Stanisław Różewicz     | Polonia        |
| El viaje                 | Il viaggio                         | Vittorio de Sica       | Italia         |
| Tsugaru Folksong         | Tsugaru jongarabushi               | Kōichi Saitō           | Japón          |
| La circunstancia         | La circostanza                     | Ermanno Olmi           | Italia         |
| La mujer de Juan         | La Femme de Jean                   | Yannick Bellon         | Francia        |
| La loba y la paloma      | La loba y la paloma                | Gonzalo Suárez         | España         |
| El secreto               | Le Secret                          | Robert Enrico          | Francia        |
| Lidé z Metra             | Lidé z Metra                       | Jaromil Jireš          | Checoslovaquia |
| Melodía del barrio       | Veris ubnis melodiebi              | Giorgi Shengelaia      | URSS           |
| Presagio                 | Presagio                           | Luis Alcoriza          | México         |
| El último testigo        | The Parallax View                  | Alan J. Pakula         | Estados Unidos |
| Pelham 1, 2, 3           | The Taking of Pelham One Two Three | Joseph Sargent         | Estados Unidos |
| La semilla del tamarindo | The Tamarind Seed                  | Blake Edwards          | Estados Unidos |
| Tormento                 | Tormento                           | Pedro Olea             | España         |
| La ciudad de la libertad | Traumstadt                         | Johannes Schaaf        | RFA            |

### Fuera de concurso
| Título en España | Título original  | Director(es)  | País           |
| ---------------- | ---------------- | ------------- | -------------- |
| El gran Gatsby   | The Great Gatsby | Jack Clayton  | EE. UU.        |
| W                | W                | Richard Quine | Estados Unidos |

## Palmarés
Ganadores de la Sección no oficial del 22º Festival Internacional de Cine de San Sebastián de 1974:
- Concha de Oro a la mejor película: Malas tierras de Terrence Malick
- Concha de Oro al mejor cortometraje: Simparele de Humberto Solás
- Premio Especial del Jurado: Boquitas pintadas de Leopoldo Torre Nilsson
- Concha de Plata a la mejor dirección:
  - La mujer de Juan  de Yannick Bellon
  - The Wicket Gate de Stanisław Różewicz
- Concha de Plata a la mejor actriz: Sophia Loren, por El viaje
- Concha de Plata al mejor actor:  Martin Sheen, per Malas tierras
- Premio Perla del Cantábrico al mejor largometraje de habla hispana: Tormento de Pedro Olea
- Mención especial del Jurado: Presagio, de Luis Alcoriza y Ermanno Olmi por La circunstancia